# Cărpiniș
Cărpiniș là một xã thuộc hạt Timiș, România. Dân số thời điểm năm 2002 là 7146 người.